# Orden vom Eisernen Helm
Der Orden vom Eisernen Helm war ein kurhessischer Militärverdienstauszeichnung, die am 18. März 1814 durch Kurfürst Wilhelm I. in Anlehnung an das preußische Eiserne Kreuz ausschließlich für die Teilnehmer an den Befreiungskriegen gegen Frankreich gestiftet wurde.

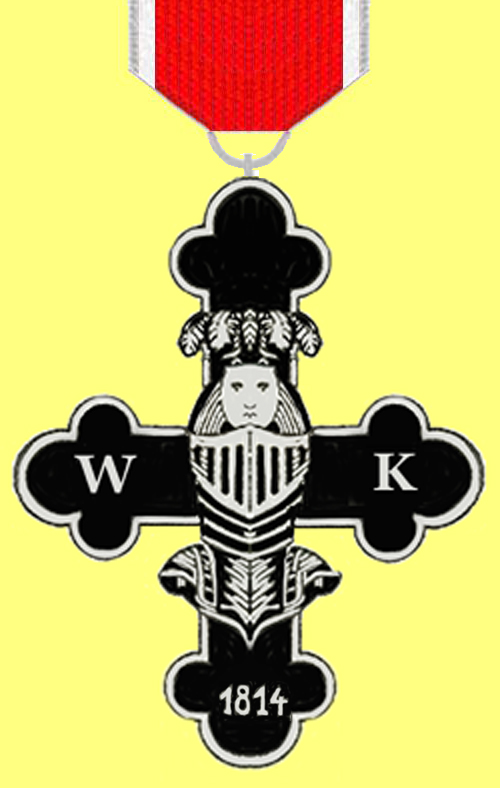
Ausführung von 1814

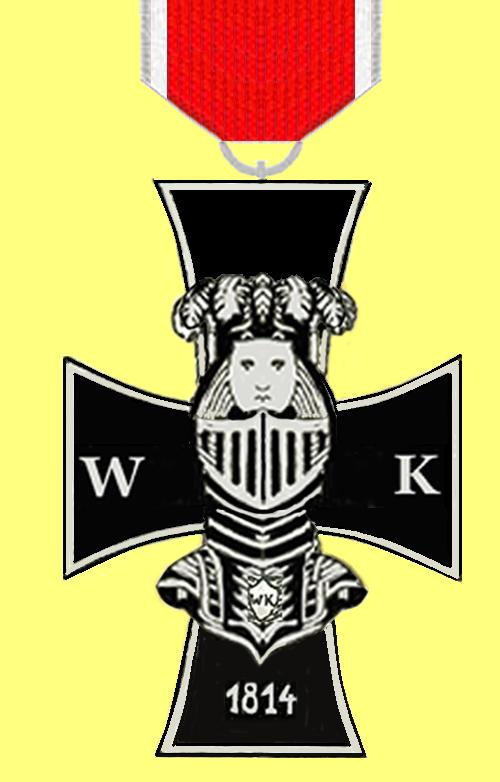
Ausführung von 1815

## Geschichte
Der in drei Klassen (Großkreuz, Ritter I. und II. Klasse) gestiftete Orden war zur Auszeichnung von Offizieren und Mannschaften der Kurhessischen Armee vorgesehen. Er konnte aber auch an Angehörige verbündeter Armeen verliehen werden, die im Verbund mit den hessischen Truppen aktiv gekämpft und sich dabei durch besondere Taten hervorgetan hatten.
Das Großkreuz sollte ausschließlich an kommandierende Offiziere für eine gewonnene Schlacht, oder die Einnahme bzw. Verteidigung einer Festung zur Auszeichnung kommen, wurde aber wie die I. Klasse nie verliehen.
Die Dekoration ist ein schwarzes, in Silber gefasstes Brabanter Kreuz aus Gusseisen, dessen beide senkrechte Arme verlängert sind. Auf dem Kreuz ist ein eiserner Ritterhelm mit fünf wallenden Straußenfedern, einem silbernen Löwenkopf und einem durchgebrochenen geschlossenen Visier aus Silber angebracht. Auf dem linken bzw. rechten Kreuzarm die Initialen W K für Wilhelm Kurfürst und auf dem unteren Kreuzarm die Jahreszahl 1814. Ab 1815 kam die Auszeichnung in Form einem Balkenkreuzes mit verlängerten senkrechten Armen zur Verleihung.
Die Ritter trugen das Kreuz an einem roten Band mit zwei weißen Bordstreifen im Knopfloch.

## Ordensritter
- siehe Liste der Ritter des Ordens vom Eisernen Helm